# Bokermannohyla alvarengai
Espèce
Synonymes
- Hyla alvarengai Bokermann, 1956

Statut de conservation UICN

 LC  : Préoccupation mineure
Bokermannohyla alvarengai est une espèce d'amphibiens de la famille des Hylidae.

## Répartition
Cette espèce est endémique du Brésil. Elle se rencontre au-dessus de 1 000 m d'altitude dans la Serra do Espinhaço et dans la Serra do Caraça du Sud de l'État de Bahia au Sud de l'État du Minas Gerais.

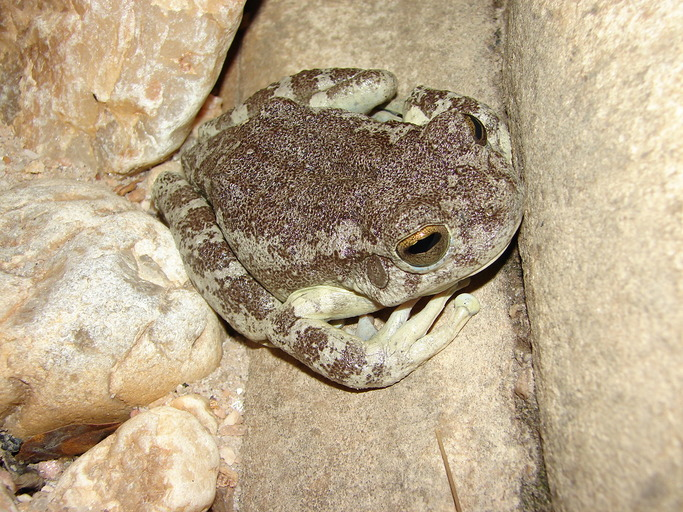
Bokermannohyla alvarengai

## Publication originale
- Bokermann, 1956 : Sobre uma nova espécie de Hyla do Estado de Minas Gerais, Brasil (Amphibia Salientia - Hylidae). Papéis Avulsos do Departamento de Zoologia, vol. 12, p. 357-362.